# Ioan G. Coman
Ioan G. Coman (n. 27 noiembrie 1902, Dâmbroca, jud. Buzău, d 11 aprilie 1987, București), a fost un preot ortodox român și un important expert în Patrologie din România, lucrările sale devenind puncte de reper în teologia românească.

## Formarea teologică
Ioan G. Coman a urmat cursurile Seminarului "Chesarie Episcopul" din Buzău între anii 1915-1922, iar studiile universitare la Facultatea de Teologie din București (1922-1926) și la Facultatea de Litere și Filosofie din București – secția Limbile clasice greacă și latină (1922-1927).
A efectuat studii de specializare la Facultățile de Teologie protestantă și de Litere din Strasbourg (1927-1931), unde a obținut doctoratul în Teologie în anul 1931 și o diplomă în "Istoria religiilor". 
În aceeași perioadă a urmat cursurile Facultății de Teologie catolică din Strasbourg și ale Facultăților de Teologie protestantă din Montpellier (1928) și Paris (1930-1932).
Întors în țară, a obținut doctoratul la Facultatea de Litere și Filosofie din București, specialitatea Limba și Literatura elenă (1934) și apoi doctoratul la Facultatea de Teologie din București (1938).

## Cariera teologică și publicistică
A deținut diferite funcții în perioada studenției la București (1924- 1927), a fost prefect de studii la Internatul teologic “Radu Vodă“ din București (1934- 1947) și secretar științific la Institutul român de Bizantinologie (1934 - 1940).
Între anii 1936-1942, Ioan G. Coman a fost asistent la catedra de Limbă și Literatură greacă de la Facultatea de Litere Filosofie (1936-1942), conferențiar (1942), iar din 1944, profesor titular la catedra de Patrologie de la Facultatea de Teologie din București.
După 1948 a deținut aceeași catedră în cadrul Institutului Teologic Universitar din București, până la pensionare, în 1970.
Între 1954-1962, a fost rector Teologic Universitar din București.
A îndeplinit numeroase misiuni peste hotare, contribuind la promovarea ecumenismului contemporan. A fost membru în delegațiile sinodale care au vizitat alte Biserici ortodoxe, a participat la al doilea Congres al profesorilor de teologie ortodoxă (Atena 1975) și a reprezentat Bisericii Ortodoxă Română în Comisia de dialog cu vechii catolici, participând la reuniunile de la Belgrad (1966), Chambesy (1970) și Pendeli-Atena (1973).
A fost membru în Comitetul consultativ al Conferinței Bisericilor Europene și delegat la diferite sesiuni ale acestuia.
A publicat sute de lucrări de patrologie, filologie și cultură clasică, istoria religiilor, ecumenism, traduceri, cuvântări, recenzii etc., cu un total de peste 9,000 de pagini, în limbile română, franceză, germană, în țară și peste hotare.

## BursaPr. prof. Dr. Ioan G. Coman
La 27 aprilie 2009, Facultatea de Teologie "Justinian Patriarhul" din București a lansat bursa "Pr. prof. dr. Ioan G. Coman", în valoare de 3.000 lei, menită să răsplătească efortul de cercetare și originalitatea unor subiecte de Patrologie și Istoria Imperiului Bizantin.

## Publicații[2]
- L’idée de la Némésis chez Eschyle (Etudes d’Histoire et de Philosophie religieuses publiées par la Faculté de théologie protestante de l’Université de Strasbourg), Paris, 1931, 251p. (teză de doctorat)
- Essai sur les raports de l’orphisme et du christianisme d’après Vittorio Machioro, Bucarest, 1934, 72p.
- Essai sur le „De Errore Profanarum Religionum” de Firmicus Maternus, București, Cartea Românească, 1934, 48p.
- Titanul Prometheu. Cultul și elementele prehesiodice și hesiodice ale istoriei sale. Încercare asupra concepției elenilor despre originile civilizației în lumina istoriei lui Prometheu. vol. I., București, 1935, 200p. (teză de doctorat)
- A l’occasion de la découverte d’un nouveau papyrus de Callimaque, Bucarest, 1936, 124p.
- Geniul Sfântului Grigorie de Nazianz, București, Editura Institutului Român de Bizantinologie (nr. 3), 1937, 62p. (rezumat în franceză)
- Patrologie, Sfânta Mânăstire Dervent, 2000 / In 1979 Lanseaza volumul 1 din SCRIITORI BISERICESTI DIN EPOCA PREROMANA-Biblioteca Teologica